# Mache (unité)
Pour les articles homonymes, voir Mache.
Le mache (symbole ME de l'allemand Mache-Einheit (unité)) est une ancienne unité de mesure de la radioactivité volumique utilisée autrefois dans l'indication de la concentration de radon dans les eaux de source et dans l'air. Depuis 1985, cette unité a été remplacée par le becquerel par litre et n'est plus utilisée. Le nom de l'unité vient du physicien autrichien Heinrich Mache.
1 ME = 3,64 × 10−10 Ci/L = 13,454 5 Bq/L.